# Botryllophilus bergensis
Botryllophilus bergensis – gatunek widłonoga z rodziny Botryllophilidae. Nazwa naukowa tego gatunku skorupiaków została opublikowana w 1921 roku przez niemieckiego zoologa Adolfa Schellenberga.